# 桑格·乃杜
桑格·乃杜（宗喀語：སངས་རྒྱས་དངོས་གྲུབ，威利：sangs rgyas dngos grub，Sangay Ngedup，1953年7月1日—），曾於1999年至2000年、2005年至2006年擔任不丹總理。
他出生於普那卡的一個農村，在家中二子五女排行次子，而他其中四個姊妹是不丹皇后。他畢業於印度噶倫堡的格雷厄姆博士之家學校，隨後在新德里的聖史蒂芬大學完成高等教育。1976年，他投入不丹外交服務，前往澳洲和新德里進修外交課程。